# Bộ máy quan liêu
Bộ máy quan liêu là một thuật ngữ dùng để chỉ cơ quan của các quan chức chính phủ không được bầu cử và một nhóm người xây dựng chính sách hành chính. Về mặt lịch sử, một bộ máy quan liêu là một cơ quan quản lý của chính phủ do các bộ phận có cán bộ không liên quan đến bầu cử quản lý. Ngày nay, bộ máy quan liêu là hệ thống hành chính quản lý một tổ chức lớn bất kỳ. Hành chính công ở nhiều quốc gia là một ví dụ của một bộ máy quan liêu.
Trong ngôn ngữ thường ngày, thuật ngữ "bộ máy quan liêu" thường được dùng với nghĩa xấu. Nó bị chỉ trích là không hiệu quả, phức tạp, hoặc quá cứng nhắc đối với các cá nhân. Những ảnh hưởng vô nhân đạo của bộ máy quan liêu quá mức đã trở thành một chủ đề chính trong các tác phẩm của nhà văn Franz Kafka và là trung tâm của các tiểu thuyết The Trial và The Castle. Việc loại bỏ bộ máy quan liêu không cần thiết là một khái niệm quan trọng trong lý thuyết quản lý hiện đại và là một chủ đề trong một số chiến dịch chính trị.
Theo nhà lý thuyết xã hội học người Đức Max Weber (1864-1920), các tổ chức xã hội theo mô hình bộ máy quan liêu có ý nghĩa tích cực trong quá trình tổ chức và vận hành xã hội. Các tổ chức này có cấu trúc như vậy vì chúng muốn hợp lý hóa cách tổ chức hoạt động, một xu hướng của xã hội hiện đại. Xu hướng hợp lý hóa tổ chức hoạt động thể hiện ở bước chuyển mạnh mẽ từ cách thực hiện công việc tự phát, thiếu kế hoạch, định hướng giá trị truyền thống sang cách làm việc có hệ thống, được tổ chức theo quy tắc, luật lệ, định hướng mục đích và duy lý.

## Đặc trưng
- Sự phân công lao động được xác định theo quy định, theo luật. Trong một Cục, Vụ của một Bộ, những chức vụ như giám đốc, phó giám đốc, tổng trưởng phòng, trưởng bộ phận được xác định theo quy định của cục, bộ và của chính phủ.
- Hệ thống ban hành mệnh lệnh theo thứ bậc từ trên xuống dưới với nhiều cấp độ khác nhau. Nghĩa là, một người đồng thời là cấp dưới của một người, nhưng lại là cấp trên của những người khác.
- Hệ thống văn phòng, hành chính công khai, được bổ sung những file tài liệu viết, có thể cả một cơ quan trong đó những công việc của tổ chức được mô tả và lưu giữ.
- Quy trình đào tạo chính thức cho các công việc trong tổ chức. Ví dụ, việc đào tạo nhân viên văn phòng sẽ đơn giản hơn và ngắn hơn so với việc tự học hỏi qua kinh nghiệm bản thân.
- Các thành viên cống hiến toàn bộ sự quan tâm và sức lực cho hoạt động của tổ chức và coi đó là một sự nghiệp, một nghề nghiệp.
- Các quy định hoặc chính thức ít nhiều ổn định có thể học được và tuân theo một cách dễ dàng. Các quy định này điều chỉnh và định hướng công việc cho các thành viên. Ví dụ, quy định nghỉ giữa giờ làm việc cho công nhân làm ca.
- Có sự trung thành của thành viên với tổ chức.

Các đặc trưng của bộ máy quan liêu giúp cho tổ chức có thể kiểm soát và điều phối hành động của các thành viên. Đây là yếu tố then chốt để tạo ra hiệu quả và năng suất vượt trội của tổ chức quan liêu so với bất kỳ một loại tổ chức xã hội nào khác. Tuy nhiên, bộ máy quan liêu cũng tạo ra một sản phẩm đặc trưng gọi là "sự bị tha hóa" - Karl Marx (1818-1883).

## Quá trình phát triển
Bộ máy quan liêu không chỉ có trong xã hội hiện đại, mà nó đã tồn tại trong các xã hội Ai Cập, Trung Quốc, La Mã cổ đại từ xa xưa, v.v... Cùng với cuộc cách mạng công nghiệp, bộ máy quan liêu xuất hiện và phát triển mạnh mẽ ở các nước phương Tây. Và quan liêu lại đẻ ra quan liêu thể hiện thành xu hướng tách những nhiệm vụ lớn thành những nhiệm vụ nhỏ hơn. Mỗi một nghề nghiệp được chuyên môn hóa và những đòi hỏi, tiêu chuẩn cũng chặt chẽ và nghiêm khắc hơn. Để đạt được những đòi hỏi, tiêu chuẩn của nghề nghiệp, người lao động phải học qua các trường lớp nhất định, nghĩa là phải được đào tạo trong những bộ máy quan liêu.
Các tổ chức lúc mới ra đời thường còn nhỏ, nhưng càng về sau càng lớn dần lên và có xu hướng trở thành tổ chức độc quyền, nhất là trong kinh tế. Các công ty nhỏ không thể cạnh tranh được với các tổ chức quan liêu đó. Nhằm tạo môi trường cạnh tranh tự do lành mạnh, chính phủ phải lập ra các cơ quan điều phối; điều này đã dẫn đến hình thành bộ máy quan liêu mới. Do đó cho thấy rằng, quan liêu là hiện tượng của nhiều tổ chức trong nhiều chế độ xã hội khác nhau, và gắn bó chặt chẽ với xu hướng hợp lý hóa hoạt động của con người.
Hai nguyên nhân làm cho Bộ máy quan liêu phát triển
- Năng suất và hiệu quả;
- Quyền lực.

Các chức năng của những quy định trong Bộ máy quan liêu
- Giao tiếp;
- Điều khiển từ xa;
- Sự trừng phạt;
- Tạo độ co giãn trong quản lý.